# Festival di Cannes 2016
La 69ª edizione del Festival di Cannes ha avuto luogo a Cannes dall'11 al 22 maggio 2016.
Il regista australiano George Miller è stato il presidente della giuria del concorso principale. Il Festival è stato aperto dalla proiezione di Café Society di Woody Allen, con l'attore francese Laurent Lafitte a presentare la cerimonia d'apertura e di chiusura della kermesse. La locandina dell'edizione raffigura Michel Piccoli sugli scalini di Casa Malaparte, omaggio al film Il disprezzo di Jean-Luc Godard.
La Palma d'oro è stata assegnata al film britannico Io, Daniel Blake di Ken Loach, che è stato anche il film di chiusura del Festival.

## Selezione ufficiale
La lista dei film della selezione ufficiale è stata annunciata il 14 aprile 2016.

### Concorso
- American Honey, regia di Andrea Arnold (Regno Unito, Stati Uniti d'America)
- Aquarius, regia di Kleber Mendonça Filho (Brasile, Francia)
- Il cliente (Forušande), regia di Asghar Farhadi (Iran)
- Elle, regia di Paul Verhoeven (Francia, Germania, Belgio)
- È solo la fine del mondo (Juste la fin du monde), regia di Xavier Dolan (Canada, Francia)
- Io, Daniel Blake (I, Daniel Blake), regia di Ken Loach (Regno Unito, Francia) - film di chiusura[8]
- Julieta, regia di Pedro Almodóvar (Spagna)
- Loving - L'amore deve nascere libero (Loving), regia di Jeff Nichols (Stati Uniti d'America, Regno Unito)
- Mademoiselle (Agassi), regia di Park Chan-wook (Corea del Sud)
- Mal di pietre (Mal de pierres), regia di Nicole Garcia (Francia)
- Ma Loute, regia di Bruno Dumont (Francia, Germania)
- Ma' Rosa, regia di Brillante Mendoza (Filippine)
- The Neon Demon, regia di Nicolas Winding Refn (Stati Uniti d'America, Francia, Danimarca)
- Un padre, una figlia (Bacalaureat), regia di Cristian Mungiu (Romania, Francia, Belgio)
- Paterson, regia di Jim Jarmusch (Stati Uniti d'America)
- Personal Shopper, regia di Olivier Assayas (Francia)
- La ragazza senza nome (La Fille inconnue), regia di Jean-Pierre e Luc Dardenne (Belgio, Francia)
- Rester vertical, regia di Alain Guiraudie (Francia)
- Sieranevada, regia di Cristi Puiu (Romania, Francia, Bosnia e Erzegovina, Croazia, Macedonia)
- Il tuo ultimo sguardo (The Last Face), regia di Sean Penn (Stati Uniti d'America)
- Vi presento Toni Erdmann (Toni Erdmann), regia di Maren Ade (Germania, Austria)

### Un Certain Regard
- Apprentice, regia di Boo Junfeng (Singapore, Germania, Francia, Hong Kong, Qatar)
- Câini, regia di Bogdan Mirică (Romania, Francia, Bulgaria, Qatar)
- Captain Fantastic, regia di Matt Ross (Stati Uniti d'America)
- Io danzerò (La Danseuse), regia di Stéphanie Di Giusto (Francia, Belgio, Repubblica Ceca)
- Eštebak, regia di Mohamed Diab (Egitto, Francia)
- Fuchi ni tatsu, regia di Kōji Fukada (Giappone)
- Hell or High Water, regia di David Mackenzie (Stati Uniti d'America)
- Inyanim ishiayim, regia di Maha Haj (Israele)
- La larga noche de Francisco Sanctis, regia di Francisco Márquez e Andrea Testa (Argentina)
- Me'ever laharim vehagvaot, regia di Eran Kolirin (Israele)
- Parola di Dio (Učenik), regia di Kirill Serebrennikov (Russia)
- Pericle il nero, regia di Stefano Mordini (Italia)
- Ritratto di famiglia con tempesta (Umi yori mo mada fukaku), regia di Hirokazu Kore'eda (Giappone)
- La tartaruga rossa (La Tortue rouge), regia di Michaël Dudok de Wit (Francia, Belgio, Giappone, Germania)
- The Transfiguration, regia di Michael O'Shea (Stati Uniti d'America)
- Varoonegi, regia di Behnam Behzadi (Iran)
- La vera storia di Olli Mäki (Hymyilevä mies), regia di Juho Kuosmanen (Finlandia, Svezia, Germania)
- Voir du pays, regia di Delphine e Muriel Coulin (Francia, Grecia)

### Fuori concorso
- Café Society, regia di Woody Allen (Stati Uniti d'America) - film d'apertura[3]
- Il GGG - Il grande gigante gentile (The BFG), regia di Steven Spielberg (Stati Uniti d'America)
- Goksung - La presenza del diavolo (Gokseong), regia di Na Hong-jin (Corea del Sud)
- Money Monster - L'altra faccia del denaro (Money Monster), regia di Jodie Foster (Stati Uniti d'America)
- The Nice Guys, regia di Shane Black (Stati Uniti d'America)

#### Proiezioni di mezzanotte
- Blood Father, regia di Jean-François Richet (Francia)
- Gimme Danger, regia di Jim Jarmusch (Stati Uniti d'America)
- Train to Busan (Busanhaeng), regia di Yeon Sang-ho (Corea del Sud)

### Proiezioni speciali
- Le cancre, regia di Paul Vecchiali (Francia)
- Chouf, regia di Karim Dridi (Francia, Tunisia)
- Exil, regia di Rithy Panh (Cambogia, Francia)
- La forêt de Quinconces, regia di Grégoire Leprince-Ringuet (Francia, Portogallo)
- Hands of Stone, regia di Jonathan Jakubowicz (Panama, Stati Uniti d'America)[9]
- Hissein Habré, une tragédie tchadienne, regia di Mahamat-Saleh Haroun (Ciad, Senegal, Francia)
- La Mort de Louis XIV, regia di Albert Serra (Francia, Portogallo, Spagna)
- Peshmerga, regia di Bernard-Henri Lévy (Francia)
- L'ultima spiaggia, regia di Thanos Anastopoulous e Davide Del Degan (Italia, Grecia, Francia)
- Wrong Elements, regia di Jonathan Littell (Germania, Francia, Belgio)

### Cortometraggi in concorso
- 4:15 P.M. Sfârșitul lumii, regia di Cătălin Rotaru e Gabi Virginia Şargă (Romania)
- Après Suzanne, regia di Félix Moati (Francia)
- Dreamlands, regia di Sara Dunlop (Regno Unito)
- Fight on a Swedish Beach!!, regia di Simon Vahlne (Svezia)
- Imago, regia di Raymund Ribay Gutierrez (Filippine)
- Madre, regia di Simón Mesa Soto (Colombia, Svezia)
- A moça que dançou com o diabo, regia di João Paulo Miranda Maria (Brasile)
- Il silenzio, regia di Farnoosh Samadi e Ali Asgari (Italia, Francia)
- Souf alla al-dhahr, regia di Lotfi Achour (Tunisia, Francia)
- Timecode, regia di Juanjo Giménez (Spagna)

### Cinéfondation
- 1 Kilogram, regia di Park Yong-ju – Hanguk Yesul Jonghap Hakgyo (Corea del Sud)
- The Alan Dimension, regia di Jac Clinch – National Film and Television School (Regno Unito)
- Ailleurs, regia di Mélody Boulissière – École nationale supérieure des Arts Décoratifs (Francia)
- Anna, regia di Or Sinai – Sam Spiegel Film and Television School (Israele)
- Aram, regia di Fereshteh Parnian – Université Lumière Lyon 2 (Francia)
- Bei Wind und Wetter, regia di Remo Scherrer – Hochschule Luzern (Svizzera)
- Business, regia di Malena Vain – Fundación Universidad del Cine (Argentina)
- La culpa probablemente, regia di Michael Labarca – Universidad de Los Andes (Venezuela)
- Dobro, regia di Marta Hernaiz Pidal – Sarajevo School of Science and Technology (Bosnia e Erzegovina)
- Gabber Lover, regia di Anna Cazenave-Cambet – La Fémis (Francia)
- Gudh, regia di Saurav Rai – Satyajit Ray Film and Television Institute (India)
- In the Hills, regia di Hamid Ahmadi – London Film School (Regno Unito)
- A nyalintás nest, regia di Nádja Andrasev – Moholy-Nagy Művészeti Egyetem (Ungheria)
- Poubelle, regia di Alexandre Gilmet – Institut national supérieur des arts du spectacle et des techniques de diffusion (Belgio)
- Las razones del mundo, regia di Ernesto Martínez Bucio – Centro de Capacitación Cinematográfica (Messico)
- La santa che dorme, regia di Laura Samani – Centro Sperimentale di Cinematografia (Italia)
- Submarine, regia di Mounia Akl – Columbia University School of the Arts (Stati Uniti d'America)
- Toate fluviile curg în mare, regia di Alexandru Badea – Università nazionale d'arte teatrale e cinematografica Ion Luca Caragiale (Romania)

## Quinzaine des Réalisateurs

### Lungometraggi
- Cane mangia cane (Dog Eats Dog), regia di Paul Schrader (Stati Uniti d'America)
- Divines, regia di Houda Benyamina (Francia)
- Dopo l'amore (L'Économie du couple), regia di Joachim Lafosse (Belgio, Francia)
- L'effetto acquatico - Un colpo di fulmine a prima svista (L'Effet aquatique), regia di Sólveig Anspach (Francia, Islanda)
- Fai bei sogni, regia di Marco Bellocchio (Italia, Francia)
- Fiore, regia di Claudio Giovannesi (Italia)
- Mean Dreams, regia di Nathan Morlando (Canada)
- Mercenaire, regia di Sacha Wolff (Francia)
- La mia vita da Zucchina (Ma vie de Courgette), regia di Claude Barras (Svizzera, Francia)
- Neruda, regia di Pablo Larraín (Cile, Argentina, Spagna, Francia)
- La pazza gioia, regia di Paolo Virzì (Italia, Francia)
- Poesía sin fin, regia di Alejandro Jodorowsky (Cile, Francia)
- Raman Raghav 2.0, regia di Anurag Kashyap (India)
- Risk, regia di Laura Poitras (Stati Uniti d'America, Germania)
- Tour de France, regia di Rachid Djaïdani (Francia)
- Two Lovers and a Bear, regia di Kim Nguyen (Canada)
- Les vies de Thérèse, regia di Sébastien Lifshitz (Francia)
- Wolf and Sheep, regia di Shahrbanoo Sadat (Danimarca, Francia, Afghanistan, Svezia)

### Cortometraggi
- Abigail, regia di Isabel Penoni e Valentina Homem (Brasile)
- Chasse Royale, regia di Lise Akoka e Romane Gueret (Francia)
- Decorado, regia di Alberto Vásquez (Spagna, Francia)
- Habat shel hawala, regia di Tamar Rudoy (Israele)
- Happy End, regia di Jan Saska (Repubblica Ceca)
- Hitchhiker, regia di Jéro Yun (Corea del Sud)
- Import, regia di Ena Sendijarević (Paesi Bassi)
- Kindil el Bahr, regia di Damien Ounouri (Algeria)
- Leta, regia di Dea K'ulumbegashvili (Francia)
- Listening to Beethoven, regia di Garri Bardine (Russia)
- Zvir, regia di Miroslav Sikavica (Croazia)

## Settimana internazionale della critica

### Concorso

#### Lungometraggi
- Albüm, regia di Mehmet Can Mertoğlu (Turchia, Francia, Romania)
- Diamond Island, regia di Davy Chou (Cambogia, Francia, Germania)
- Mimosas, regia di Oliver Laxe (Spagna, Marocco, Francia, Qatar)
- Raw - Una cruda verità (Grave), regia di Julia Ducournau (Francia, Belgio)
- Una settimana e un giorno (Shavua ve yom), regia di Asaph Polonsky (Israele)
- Tramontane, regia di Vatche Boulghourjian (Libano, Francia, Qatar, Emirati Arabi Uniti)
- A Yellow Bird, regia di K. Rajagopal (Singapore, Francia)

#### Cortometraggi
- Arnie, regia di Rina B. Tsou (Taiwan, Filippine)
- Ascensão, regia di Pedro Peralta (Portogallo)
- Campo de víboras, regia di Cristèle Alves Meira (Portogallo, Francia)
- O delírio é a redenção dos aflitos, regia di Fellipe Fernandez (Brasile)
- L'enfance d'un chef, regia di Antoine de Bary (Francia)
- Limbo, regia di Kōnstantina Kotzamanī (Grecia, Francia)
- Oh What a Wonderful Feeling, regia di François Jaros (Canada)
- Prenjak, regia di Wregas Bhanuteja (Indonesia)
- Le soldat vierge, regia di Erwan Le Duc (Francia)
- Superbia, regia di Luca Tóth (Ungheria)

### Proiezioni speciali

#### Lungometraggi
- Apnée, regia di Jean-Christophe Meurisse (Francia)
- I tempi felici verranno presto, regia di Alessandro Comodin (Italia, Francia)
- Tutti gli uomini di Victoria (Victoria), regia di Justine Triet (Francia) - film d'apertura

#### Cortometraggi
- Bonne figure, regia di Sandrine Kiberlain (Francia) - film di chiusura
- En moi, regia di Laetitia Casta (Francia) - film di chiusura
- Kitty, regia di Chloë Sevigny (Stati Uniti d'America) - film di chiusura
- Myomano shel tzalam hatonot, regia di Nadav Lapid (Israele)
- Los pasos del agua, regia di César Augusto Acevedo (Colombia)

## ACID
- La Jeune Fille sans mains, regia di Sébastien Laudenbach (Francia)

## Giurie

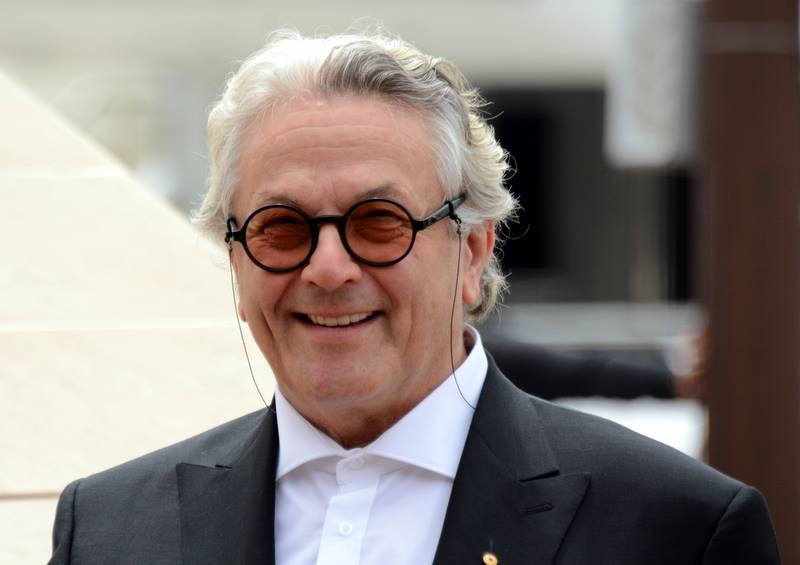
Il presidente di giuria George Miller alla cerimonia d'apertura del Festival.

### Concorso principale
- George Miller, regista e sceneggiatore (Australia) - Presidente di giuria
- Arnaud Desplechin, regista (Francia)
- Kirsten Dunst, attrice (Germania, USA)
- Valeria Golino, attrice (Italia)
- Mads Mikkelsen, attore (Danimarca)
- László Nemes, regista (Ungheria)
- Vanessa Paradis, attrice e cantante (Francia)
- Donald Sutherland, attore (Canada)
- Katayoon Shahabi, produttrice (Iran)

### Un Certain Regard
- Marthe Keller, attrice (Svizzera) - Presidente di giuria
- Jessica Hausner, regista (Austria)
- Céline Sallette, attrice (Francia)
- Ruben Östlund, regista (Svezia)
- Diego Luna, attore, regista e produttore (Messico)

### Caméra d'or
- Catherine Corsini, regista e sceneggiatrice (Francia) - Presidente di giuria
- Jean-Christophe Berjon, critico cinematografico (Francia)
- Alexander Rodnyansky, produttore (Russia)
- Isabelle Frilley, direttrice (Francia)
- Jean-Marie Dreujou, direttore della fotografia (Francia)

### Cinéfondation e cortometraggi
- Naomi Kawase, regista (Giappone) - Presidente di giuria
- Marie-Josée Croze, attrice (Francia, Canada)
- Jean-Marie Larrieu, regista (Francia)
- Radu Muntean, regista (Romania)
- Santiago Loza, regista e scrittore (Argentina)

### Settimana internazionale della critica
- Valérie Donzelli, attrice e regista (Francia) - Presidente di giuria
- Alice Winocour, regista (Francia)
- Nadav Lapid, regista (Israele)
- David Robert Mitchell, regista (USA)
- Santiago Mitre, regista (Argentina)

### L'Œil d'or
- Gianfranco Rosi, regista (Italia) - Presidente di giuria
- Anne Aghion, regista e produttrice (Francia)
- Natacha Régnier, attrice (Belgio)
- Thierry Garrel - documentarista (Francia)
- Amir Labaki, critico (Brasile)

### Queer Palm
- Olivier Ducastel e Jacques Martineau, registi (Francia) - Presidenti di giuria
- Émilie Brisavoine, attrice e regista (Francia)
- Joao Federici, programmatore del Festival Mix del Brasile (Brasile)
- Marie Sauvion, giornalista (Francia)

## Palmarès

### Concorso
- Palma d'oro: Io, Daniel Blake (I, Daniel Blake) di Ken Loach
- Grand Prix Speciale della Giuria: È solo la fine del mondo (Juste la fin du monde) di Xavier Dolan
- Prix de la mise en scène: (ex aequo) Olivier Assayas per Personal Shopper e Cristian Mungiu per Un padre, una figlia (Bacalaureat)
- Prix du scénario: Asghar Farhadi per Il cliente (Forušande)
- Prix d'interprétation féminine: Jaclyn Jose per Ma' Rosa
- Prix d'interprétation masculine: Shahab Hosseini per Il cliente (Forušande)
- Premio della giuria: American Honey di Andrea Arnold

### Un Certain Regard
- Premio Un Certain Regard: La vera storia di Olli Mäki (Hymyilevä mies), regia di Juho Kuosmanen
- Premio della Giuria: Fuchi ni tatsu, regia di Kōji Fukada
- Miglior regia: Matt Ross per Captain Fantastic
- Miglior sceneggiatura: Delphine e Muriel Coulin per Voir du pays
- Premio speciale Un Certain Regard: La tartaruga rossa (La Tortue rouge) di Michaël Dudok de Wit

### Cinéfondation
- Primo premio - Anna di Or Sinai
- Secondo premio - In the Hills di Hamid Ahmadi
- Terzo premio - A nyalintás nest di Nádja Andrasev e La culpa probablemente di Michael Labarca

### Quinzaine des Réalisateurs
- Premio Art Cinéma: Wolf and Sheep di Shahrbanoo Sadat
- Premio Europa Cinema Label: Mercenaire di Sacha Wolff
- Premio SACD: L'effetto acquatico - Un colpo di fulmine a prima svista (L'effet aquatique) di Sólveig Anspach
  - Menzione speciale a Divines di Houda Benyamina
- Premio Illy per il cortometraggio: Chasse Royale di Lise Akoka e Romane Guéret

### Settimana internazionale della critica
- Gran Premio Settimana internazionale della critica: Mimosas di Oliver Laxe
- Premio Rivelazione France 4: Albüm di Mehmet Can Mertoğlu
- Premio SACD: Diamond Island di Davy Chou
- Aide Fondation Gan à la Diffusion: Una settimana e un giorno (Shavua ve yom) di Asaph Polonsky
- Premio Scoperta Leica Cine del cortometraggio: Prenjak di Wregas Bhanuteja
- Premio Canal+ del cortometraggio: L'enfance d'un chef di Antoine de Bary

### Altri premi
- Caméra d'or: Divines di Houda Benyamina
- Premio Fipresci:
  - Concorso: Vi presento Toni Erdmann (Toni Erdmann) di Maren Ade
  - Un Certain Regard: Câini di Bogdan Mirică
  - Settimana internazionale della critica: Raw - Una cruda verità (Grave) di Julia Ducournau
- Premio della Giuria Ecumenica: È solo la fine del mondo (Juste la fin du monde) di Xavier Dolan
  - Menzione Speciale della Giuria Ecumenica: American Honey di Andrea Arnold e Io, Daniel Blake (I, Daniel Blake) di Ken Loach
- L'Œil d'or Jury:
  - L'Œil d'or: Cinema Novo di Eryk Rocha
  - Menzione speciale - The Cinema Travelers di Shirley Abraham e Amit Madheshiya
- Queer Palm: Les vies de Thérèse di Sébastien Lifshitz
- Trofeo Chopard: 
  - Rivelazione femminile: Bel Powley
  - Rivelazione maschile: John Boyega
- Premio François Chalais: Parola di Dio (Učenik) di Kirill Serebrennikov
- Dog Palm: Nellie in Paterson
  - Premio speciale a Jacques in Tutti gli uomini di Victoria (Victoria) e Shae in Io, Daniel Blake (I, Daniel Blake)
- Cat Palm: Marty in Elle
- Cannes Soundtrack Award: Cliff Martinez per The Neon Demon
  - Cannes Soundtrack Award du superviseur a Bruno Dumont per Ma Loute

### Premi speciali
- Palma d'oro onoraria: Jean-Pierre Léaud[10]
- Carrosse d'or: Aki Kaurismäki